# 北京市第一五九中学
北京第一五九中學，簡稱北京一五九中，中学原名北平市第三女子中学，是一所具有七十多年歷史的完全中學。

## 歷史
- 一五九中学的前身可追溯至香山慈幼院女子中学，1941年被汪精卫国民政府更名为“北京市立第三女子中学”，1945年改为北平市第三女子中学。
- 1949年 原北平市第三女子中学，更名为北京市第三女子中学。
- 1952年 北京市第三女子中学被北京市教育局定为市級重点中學。
- 1972年 北京市政府决定撤销女校建制，北京市第三女子中学统编为北京市第一五九中学。
- 1979年 历代帝王庙被北京市文物局定为市级重點文物保護單位。
- 1997年 北京市第一五九中學和北京市第一三二中學进行了合并。办学规模达36个教学班。
- 1997年 历代帝王届被国家文物局定为国家级重点文物保护单位。
- 2001年 市、区政府为腾退历代帝王庙，决定搬出北京市第一五九中學，并在北京金融街畔，为一五九中學建一所高标准现代化的新校址。
- 2002年11月 北京市第一五九中學新校址在北京金融街畔动工。
- 2003年1月16日 北京市第一五九中學和北京市第三十八中举行合并大会。校名仍为北京市第一五九中學，办学规模达50个教学班。
- 2003年1月28日 北京市第一五九中學迁出历代帝王庙，并在大殿前举行了交接仪式。
- 2003年10月18日 北京市第一五九中學召开了庆祝建校72周年校友联谊会。到历代帝王庙参观的校友达貳千多人。

## 學校設施
北京市第一五九中學于2003年1月搬出历代帝王庙，搬入在其西边不远的北京金融街畔一座新的现代化的校舍。
新教學樓是北京市最大的单体结构教学楼。楼内各种设施齐全，按北京市一流标准配备。其中電腦教室4个，多用途語言教室3个，理化生实验室各4个，学生电子阅览室同时可容纳百余人上网阅览。
學生教室宽敞明亮，皆备有空调。教室内装有投影機，演示台内有電腦、实物投影、音响、录像机等多种电化教育设施。为减轻学生负担学校为每个同学配备了一个較大的储物柜，同学们可以将自己的东西锁在内。楼道内还设有冷热饮水间，IP电话机，学校还有设备先进可容纳千人的食堂，供应早餐和午餐。
學校建有500米塑膠跑道体育场、室內体育馆（籃球馆，排球馆）、乒乓球室、台球室、游泳馆（臭氧消毒技術）、形体房、健身房等體育場館。

## 學校榮譽
- 全国教育工会先进集体
- 中国/WHO合作项目 健康促进学校金牌校
- 西城区先进体育传统项目学校

## 外部連結
- 官方网站